# Список шестикратных кавалеров ордена Красного Знамени
В настоящем списке представлены кавалеры шести орденов Красного Знамени, удостоенных этих наград за свою деятельность.
| № п/п | Фото | Фамилия, Имя Отчество                   | Звание в конце службы          | Годы жизни              |
| ----- | ---- | --------------------------------------- | ------------------------------ | ----------------------- |
| 1     |      | Авдеев, Михаил Васильевич               | генерал-майор авиации          | 15.09.1913 — 22.06.1979 |
| 2     |      | Акуленко, Прокопий Семёнович            | генерал-лейтенант авиации      | 29.03.1913 — 27.01.1982 |
| 3     |      | Аникушкин, Фёдор Георгиевич             | генерал-майор танковых войск   | 20.03.1901 — 08.06.1976 |
| 4     |      | Баксов, Алексей Иванович                | генерал-полковник              | 18.03.1907 — 26.11.1986 |
| 5     |      | Белкин, Михаил Ильич                    | генерал-лейтенант              | 31.12.1901 — .11.1980   |
| 6     |      | Борзов, Иван Иванович                   | маршал авиации                 | 21.10.1915 — 04.06.1974 |
| 7     |      | Будённый, Семён Михайлович              | Маршал Советского Союза        | 25.04.1883 — 26.10.1973 |
| 8     |      | Воронцов, Василий Григорьевич           | генерал-майор                  | 18.03.1895 — 30.04.1978 |
| 9     |      | Ворошилов, Климент Ефремович            | Маршал Советского Союза        | 04.02.1881 — 02.12.1969 |
| 10    |      | Гарнич, Николай Фёдорович               | генерал-майор                  | 06.01.1901 — 18.11.1961 |
| 11    |      | Гетман, Андрей Лаврентьевич             | генерал армии                  | 05.10.1903 — 09.04.1987 |
| 12    |      | Гладков, Александр Васильевич           | генерал-майор                  | 22.06.1902 — 03.04.1969 |
| 13    |      | Головачёв, Павел Яковлевич              | генерал-майор авиации          | 15.12.1917 — 02.07.1972 |
| 14    |      | Головской, Василий Сергеевич            | генерал-майор                  | 18.02.1895 — 24.10.1975 |
| 15    |      | Городовиков, Ока Иванович               | генерал-полковник              | 01.10.1879 — 26.11.1960 |
| 16    |      | Далматов, Василий Никитич               | генерал-майор                  | 01.01.1899 — 14.10.1977 |
| 17    |      | Демидов, Сергей Петрович                | генерал-майор                  | 22.09.1901 — 14.02.1981 |
| 18    |      | Дмитриев, Кузьма Дмитриевич             | генерал-майор авиации          | 01.11.1898 —07.05.1971  |
| 18    |      | Ерёмин, Борис Николаевич                | генерал-лейтенант авиации      | 06.03.1913 — 04.04.2005 |
| 19    |      | Жуковский, Сергей Яковлевич             | генерал-полковник              | 07.10.1918 — 10.11.1980 |
| 20    |      | Иванов, Семён Павлович                  | генерал армии                  | 13.09.1907 — 26.09.1993 |
| 21    |      | Ковалёв, Иосиф Нестерович               | генерал-лейтенант войск связи  | 24.09.1893 — 13.10.1969 |
| 22    |      | Козиков, Сергей Андреевич               | генерал-майор танковых войск   | 02.04.1907 — 24.01.1992 |
| 23    |      | Колдунов, Александр Иванович            | главный маршал авиации         | 20.09.1923 — 07.06.1992 |
| 24    |      | Колядин, Виктор Иванович                | генерал-майор авиации          | 02.06.1922 — 06.11.2008 |
| 25    |      | Коротков, Александр Михайлович          | генерал-лейтенант              | 22.11.1909 — 27.06.1961 |
| 26    |      | Кошелев, Василий Васильевич             | генерал-майор танковых войск   | 19.07.1908 — 14.10.1992 |
| 27    |      | Кубарев, Василий Николаевич             | генерал-полковник авиации      | 30.01.1918 — 17.11.2006 |
| 28    |      | Кузнецов, Георгий Андреевич             | генерал-полковник авиации      | 03.07.1923 — 08.01.2008 |
| 29    |      | Куманичкин, Александр Сергеевич         | генерал-майор авиации          | 26.08.1920 — 24.10.1983 |
| 30    |      | Курочкин, Михаил Алексеевич             | генерал-майор авиации          | 12.12.1907 — 04.11.1995 |
| 31    |      | Лавский, Виктор Михайлович              | генерал-лейтенант авиации      | 19.10.1914 — 19.06.2012 |
| 32    |      | Лавриненков, Владимир Дмитриевич        | генерал-полковник авиации      | 17.05.1919 — 14.01.1988 |
| 33    |      | Лебеденко, Никита Федотович             | генерал-лейтенант              | 28.05.1899 — 16.06.1956 |
| 34    |      | Леонов, Алексей Иванович                | маршал войск связи             | 20.05.1902 — 14.11.1972 |
| 35    |      | Малеев, Михаил Фёдорович                | генерал-майор                  | 10.07.1899 — 23.02.1964 |
| 36    |      | Мальцев, Евдоким Егорович               | генерал армии                  | 15.07.1910 — 20.03.1981 |
| 37    |      | Медведев, Дмитрий Александрович         | генерал-лейтенант авиации      | 21.09.1918 — 26.11.1992 |
| 38    |      | Михайлов, Михаил Петрович               | полковник                      | 23.12.1907 — 15.01.1998 |
| 39    |      | Митусов, Алексей Иванович               | полковник                      | 21.02.1921 — 22.06.2015 |
| 40    |      | Муратов, Анатолий Олегович              | генерал-майор                  | 03.07.1900 — 31.05.1964 |
| 41    |      | Павловский, Иван Григорьевич            | генерал армии                  | 24.02.1909 — 27.04.1999 |
| 42    |      | Подгорный, Иван Дмитриевич              | генерал-полковник авиации      | 29.03.1914 — 11.11.1996 |
| 43    |      | Попов, Иосиф Иванович                   | генерал-майор                  | 15.09.1898 — 06.12.1962 |
| 44    |      | Почема, Филипп Евсеевич                 | генерал-майор                  | 11.10.1897 — 23.06.1973 |
| 45    |      | Радзиевский, Алексей Иванович           | генерал армии                  | 13.08.1911 — 30.08.1979 |
| 46    |      | Рокоссовский, Константин Константинович | Маршал Советского Союза        | 21.12.1896 — 03.08.1968 |
| 47    |      | Романовский, Владимир Захарович         | генерал-полковник              | 30.06.1896 — 05.09.1967 |
| 48    |      | Савченко, Василий Сидорович             | генерал-майор танковых войск   | 14.06.1905 —19.12.1992  |
| 49    |      | Середин, Иннокентий Михайлович          | генерал-майор артиллерии       | 08.12.1898 — 01.06.1981 |
| 50    |      | Серёгин, Василий Георгиевич             | полковник                      | 12.03.1915 — 10.08.1996 |
| 51    |      | Сидорович, Георгий Степанович           | генерал-полковник              | 21.11.1903 — 06.05.1985 |
| 52    |      | Слепенков, Яков Захарович               | генерал-майор авиации          | 15.11.1910 — 13.08.1968 |
| 53    |      | Туманян, Гай Лазаревич                  | генерал-лейтенант              | 12.05.1903 — 20.11.1971 |
| 54    |      | Туркель, Иван Лукич                     | генерал-полковник авиации      | 09.10.1903 — 06.04.1983 |
| 55    |      | Фокин, Василий Васильевич               | генерал-полковник авиации      | 28.02.1907 — 05.11.1981 |
| 56    |      | Цукарев, Самуил Ильич                   | полковник                      | 22.08.1903 — 25.07.1965 |
| 57    |      | Шевелёв, Павел Фёдорович                | генерал-полковник авиации      | 14.01.1917 — 19.05.2000 |
| 58    |      | Шемякин, Михаил Петрович                | полковник                      | 11.11.1917 — 14.04.1977 |
| 59    |      | Шурыгин, Владимир Петрович              | генерал-майор инженерных войск | 26.01.1903 — 16.10.1978 |
| 60    |      | Якушин, Михаил Нестерович               | генерал-майор авиации          | 17.09.1910 — 05.07.1999 |
| 61    |      | Ярёменко, Павел Петрович                | генерал-майор артиллерии       | 24.09.1915 — 16.02.1980 |